# 王良四
王良四（α Cassiopeiae，縮寫Alpha Cas、α Cas），西方傳統名稱為Schedar（/ˈʃɛdɑːr/），是位於仙后座的一顆2等星。雖然在約翰·拜耳建立的拜耳命名法中是α星，但和王良一（仙后座β）的視星等卻難分軒輊，依測光使用的通帶不同而有些較亮有些較暗。不過，最近NASA的廣域紅外線巡天探測衛星（WISE）最新的計算證實王良四是最亮的，視星等是2.24等。它與太陽的距離比王良一遠4倍，絕對星等是王良一的18倍。

## 命名
王良四在拜耳命名法的名稱是α Cas（拉丁文的名稱是Alpha Cassiopeiae）。在西方的傳統名稱是Schedar，最早是出現在十三世紀的阿方辛表，是翻譯自阿拉伯文的صدر şadr，意思是乳房”。這個詞源自其在神話中的位置對應在埃塞俄比亞女王塞西奧佩亞的心臟位置。儘管這個阿拉伯文的音譯還有許多種寫法，像是Shedar、Shadar、Sheder、Seder、Shedis、和Shedir，約翰·赫維留選擇了Schedir。在2016年，國際天文學聯合會的IAU恆星名稱工作組（WGSN）對恆星的專有名稱進行編目和標準化。WGSN於2016年8月21日核定王良四的名稱為Schedar，現在已經列入IAU批准的恆星名單中。
阿拉伯天文學家阿卜杜勒-拉赫曼·蘇菲和烏魯伯格稱這顆星為"阿爾·德特·庫爾西"（Al Dhāt al Kursiyy，阿拉伯文為 ذات الكرسي，意思是"椅子中的女士"）；義大利天文學家乔瓦尼·巴蒂斯塔·里乔利改為"達斯·埃爾卡蒂"（Dath Elkarti）。
在中國，王良 ()是一個星官，也就是中國的星座；而王良是春秋晉國公卿趙襄子的馬車夫，是駕馭馬車之能手。這個星官主要由王良一（仙后座β）、王良二（仙后座κ）、王良三（仙后座η）、王良四（仙后座α）、王良五（仙后座λ）五顆星。因此，仙后座α的中國星名王良四意思是王良這個星官的第四顆星。

## 可見度

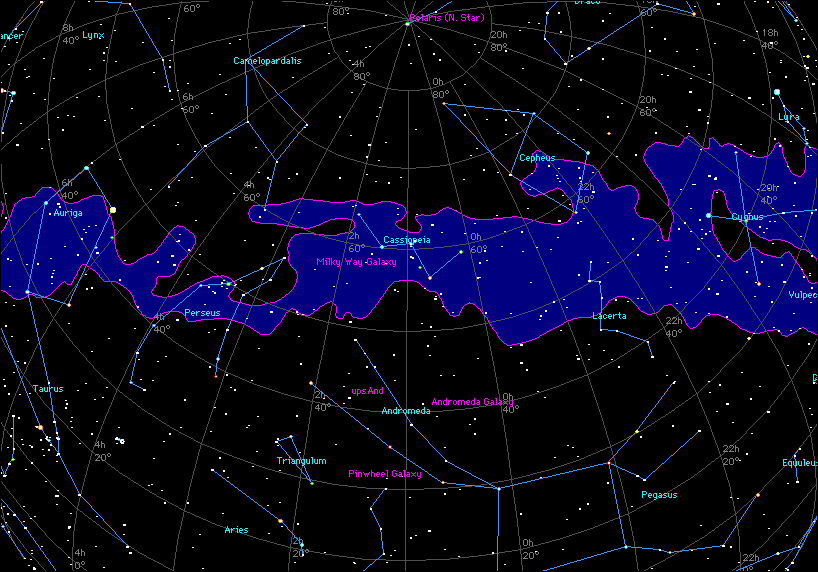
置身於銀河中的仙后座。

王良四位於天球赤緯N56° 32'，主要在北半球可見，但大多數地區的觀測者都可以看到它。對全球而言，最南可以到達澳大利亞的伯斯、智利的聖地牙哥、和其它地理緯度在南緯33°以北的地區，只不過是在接近地平線的位置。仙后座的位置在銀河內，因此在這顆星的附近還有其它值得注意的天體可以觀賞，例如小精靈星雲（NGC 281）、NGC 436和NGC 457。
在一些城市，像是愛丁堡、哥本哈根、和莫斯科等，王良四可以到達天頂的位置。在歐洲、俄羅斯、北美洲的洛杉磯、加利福尼亞、以及緯度高於北緯33°的地方，它都是拱極星。由於王良四是2等星，因此只要光汙染不嚴重的城市，觀星者僅憑肉眼都很容易看到它。
觀賞王良四的最佳時間是北半球的深秋，屆時仙后座會在子夜前後經過子午線。有鑑於它的拱極性質，世界上有許多的人都整年可見這顆星。

### 光度變化
根據所使用的測光系統，王良四的視星等會比王良一稍亮或稍暗。在20世紀後半葉使用的UBV測光系統，顯示的視星等為2.20至2.23，因此比視星等在2.25至2.31的王良一亮。然而，范·利烏文（Van Leeuwen）在2007年使用500–600 奈米（nm）之間的光學V波段對這兩顆恆星進行新的測量，王良四是2.4107，王良一是2.3579，顯示王良一才是仙后座視星等最亮的恆星。產生這種混亂的原因是使用的通帶不同。

### 角分析
隨著20世紀90年代光學干涉測量術的進步，1998年使用範圍在500－850奈米不等的波長測量了王良四的角直徑，結果是周邊昏暗的角測量值為 5.62 ± 0.06毫角秒（mas）。假設視差為14.29毫角秒，直徑等於0.393天文單位或42.3 R☉。太陽系的行星水星大約以0.4天文單位的距離繞太陽運轉，王良四的光球大約延伸至水星軌道一半的距離。

## 性質

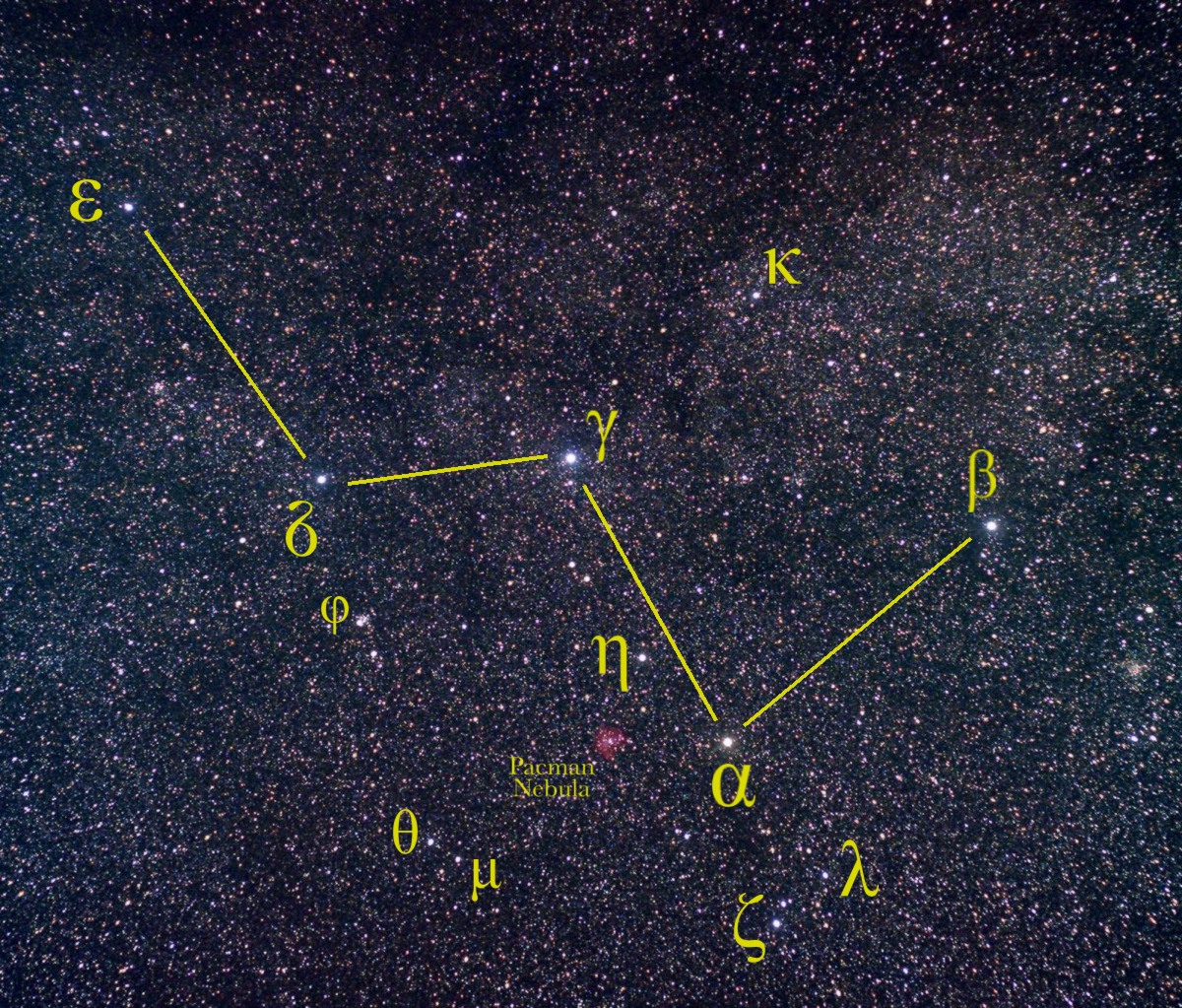
在仙后座的星場顯示，相對於星座內其它的恆星，王良四是顆橙色的巨星。

王良四是一顆紅巨星，在SIMBAD天文資料庫中的恆星光譜為K0IIIa，在恆星類型上表面溫度明顯的比太陽更冷。然而，因為已經接近演化的最後階段，光球已經大幅膨脹，全波段光度近似676 L☉ 
根據依巴谷衛星，新減少（van Leeuwen, 2007）
的恆星距離估計約為70秒差距，或是228光年。 與所有的巨星一樣，王良四以21公里/秒的速度緩慢的旋轉，以這樣的速度大約102天才能繞軸完成一次自轉。

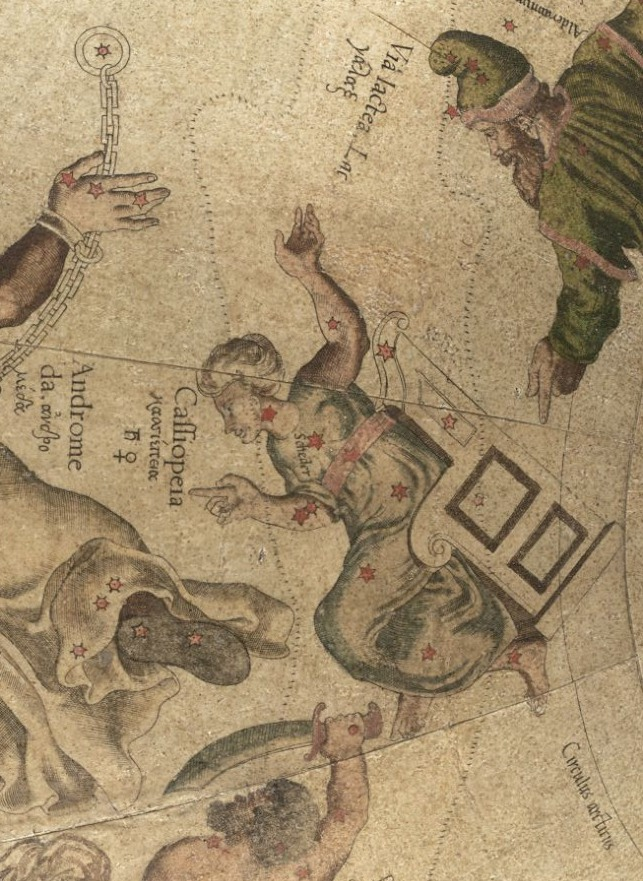
傑拉杜斯·麥卡托的插圖，顯示在天球上的王良四靠近女王的心臟。

王良四曾經有一段時間被歸類為變星，但自19世紀以來一直沒有檢測到。此外，它已列在華盛頓雙星目錄的三顆伴星，似乎只是在視線上的光學伴星 。
王良四的歷史大約在1億至2億年，大部分的時間都是以藍白色的B型主序星度過。

## 描述
在1551年，法蘭德斯的地圖學家傑拉杜斯·麥卡托製作了一個天球，描繪了托勒密48個傳統星座之外，還有后髮座和安提諾座這兩個星座。在這個天球上，仙后座代表的埃塞俄比亞女王，因為吹噓被鎖在一張倒掛的椅子上懲罰。發現王良四位在左乳房的附近，反映了其固有名來自阿拉伯的起源。 

## 外部連結
- Harvard Map Collection The Mercator Globes
- The Internet Encyclopedia of Science: Shedar (Alpha Cassiopeiae) （页面存档备份，存于）